# Championnat de Pologne de football 1931
Navigation
Édition précédente Édition suivante
La saison 1931 du championnat de Pologne est la dixième
saison de l'histoire de la compétition. Cette édition a été remportée par le Garbarnia Cracovie, devant le Wisła Cracovie.

## Les clubs participants
| Club                  | Ville    |
| --------------------- | -------- |
| Czarni Lvov           | Lvov     |
| Garbarnia Cracovie    | Cracovie |
| KS Cracovia           | Cracovie |
| Lechia Lvov           | Lvov     |
| Legia Varsovie        | Varsovie |
| LKS Łódź              | Lódź     |
| Pogoń Lvov            | Lvov     |
| Polonia Varsovie      | Varsovie |
| Ruch Chorzów          | Chorzów  |
| Warszawianka Varsovie | Varsovie |
| Warta Poznań          | Poznań   |
| Wisła Cracovie        | Cracovie |

## Compétition

### Classement
| Rang | Équipe                | Pts | J  | G  | N | P  | Bp | Bc | Diff |
| ---- | --------------------- | --- | -- | -- | - | -- | -- | -- | ---- |
| 1    | Garbarnia Cracovie    | 30  | 22 | 13 | 4 | 5  | 51 | 22 | +29  |
| 2    | Wisła Cracovie        | 29  | 22 | 14 | 1 | 7  | 53 | 30 | +23  |
| 3    | Legia Varsovie        | 29  | 22 | 13 | 3 | 6  | 57 | 34 | +23  |
| 4    | Pogoń Lvov            | 28  | 22 | 11 | 6 | 5  | 47 | 33 | +14  |
| 5    | Ruch Chorzów          | 25  | 22 | 11 | 3 | 8  | 45 | 46 | -1   |
| 6    | ŁKS Łódź              | 24  | 22 | 10 | 4 | 8  | 48 | 35 | +13  |
| 7    | Warta Poznań          | 23  | 22 | 11 | 1 | 10 | 56 | 34 | +22  |
| 8    | Polonia Varsovie      | 18  | 22 | 7  | 4 | 11 | 34 | 46 | -12  |
| 9    | KS Cracovia           | 18  | 22 | 6  | 6 | 10 | 32 | 52 | -20  |
| 10   | Czarni Lvov           | 16  | 22 | 7  | 2 | 13 | 28 | 50 | -22  |
| 11   | Warszawianka Varsovie | 13  | 22 | 6  | 1 | 15 | 36 | 60 | -24  |
| 12   | Lechia Lvov (P)       | 11  | 22 | 5  | 1 | 16 | 23 | 66 | -43  |

| Légende | Légende               |
| ------- | --------------------- |
|         | Champion de Pologne   |
|         | Relégation en Klasa A |
|         | (P) : Promu           |

## Meilleurs buteurs
| # | Joueur                 | Équipe         | Buts |
| - | ---------------------- | -------------- | ---- |
| 1 | Walerian Kisieliński   | Wisła Cracovie | 24   |
| 2 | Henryk Herbstreit (pl) | ŁKS Łódź       | 23   |
| 3 | Karol Kossok           | Pogoń Lvov     | 22   |